# San Isidro (Teksas)
San Isidro – jednostka osadnicza w Stanach Zjednoczonych, w stanie Teksas, w hrabstwie Starr.